# Abderrazak Khairi
Abderrazak Khairi (Rabat, 20 novembre 1962) è un allenatore di calcio ed ex calciatore marocchino, di ruolo centrocampista.

## Carriera
Ha militato nel FAR Rabat e nel Marocco, segnando una doppietta contro il Portogallo nel Campionato mondiale di calcio 1986.